# Enginyeria financera
L'enginyeria financera o les finances informatitzades és un camp en el qual conflueixen diverses disciplines científiques com la matemàtica financera, les anàlisis numèriques i la simulació per ordinador per tal de prendre decisions en les inversions, la cobertura de riscos i facilitar la gestió del risc en les decisions que es prenen. Fent servir diferents mètodes, els professionals d'aquesta especialitat tracten de determinar els riscos financers dels productes que ells creen.
Normalment, les persones que fan treballs en aquest camp s'anomenen analistes quantitatius o ‘'quants'’. Necessiten com a mínim tenir coneixements de programació en C++ i matemàtiques, i en particular en els camps de càlcul estocàstic, càlcul multivariant, àlgebra, equacions diferencials, teoria de la probabilitat i inferència estadística.

## Àrees d'aplicació
Algunes són: 
- Banca d'inversió
- Gestió del risc financer
- Compra i venda de derivats financers
- Gestió d'inversions
- Contractació d'hipoteques
- Valoració d'actius.

## Alguns enginyers financers
- Harry Markowitz
- Fischer Black
- Myron Scholes
- Robert C. Merton
- Robert Jarrow
- Stephen Ross
- Emanuel Derman